# Епізоди телесеріалу «Комісар Рекс» (сьомий сезон)
| №  | Оригінальна назва          | Українська назва          | Дата показу     |
| -- | -------------------------- | ------------------------- | --------------- |
| 1  | In letzter Sekunde         | В останню секунду         | 28 березня 2001 |
| 2  | Die Babydealer             | Торговець дітьми          | 4 квітня 2001   |
| 3  | Der schöne Tod             | Смерть прекрасна          | 11 квітня 2001  |
| 4  | Der Bluff                  | Блеф                      | 18 квітня 2001  |
| 5  | Ein todsicherer Tipp       | Ризикована угода          | 25 квітня 2001  |
| 6  | Tödlicher Test             | Смертельне випробовування | 2 травня 2001   |
| 7  | Besessen                   | Одержимий                 | 9 травня 2001   |
| 8  | Das Mädchen und der Mörder | Дівчинка і вбивця         | 16 травня 2001  |
| 9  | Der Tod kam zweimal        | Смерть приходила двічі    | 23 травня 2001  |
| 10 | Strahlen der Rache         | Сяйво помсти              | 30 травня 2001  |

## В останню секунду
В одній з віденських лікарень раптово помирає журналіст - як підозрюють, від серцевого нападу. Але коли Алекс звертається до минулого журналіста, з'ясовується, що той писав про підпільну торгівлю зброєю.

## Торговець дітьми
Священик знаходить у церкві на вівтарі мертву дитину. Доктор Граф визначає, що причиною смерті стало удушення, а також знаходить в легенях дитини пташине пір'я і послід. Тим часом, жінка в розпачі шукає свого сина.

## Смерть прекрасна
Одержимий темою смерті фотограф вбиває одну зі своїх моделей. Сховавши тіло, фотограф вирішує, що він поза підозрою. Тим часом, Алекс починає розслідування і дізнається про одного віденського фотографа, чиї фотографії відрізняються особливою похмурістю, а моделі виглядають зовсім як справжні мерці.

## Блеф
У місті скоєно пограбування банку: одна людина вбита, ще одна - взята в заручники. Алекс переглядає записи, зафіксовані камерою спостереження, але не знаходить жодних підказок. Незабаром після цього труп заручника виловлюють з Дунаю.

## Ризикована угода
Поліція розслідує вбивство Маріон - студентки-відмінниці, яка підробляла в ескорті, щоб розплатитися за заняття. Алекс з'ясовує, що Маріон була якось пов'язана з торгами на біржі. Поступово йому відкривається жахливий задум, який призвів до її смерті.

## Смертельне випробовування
Алекс і Рекс приступають до нового розслідування. У місті відбуваються два звірячих убивства. На перший погляд, вони ніяк не пов'язані один з одним, і в поліції немає жодних зачіпок. Чи зможуть напарники знайти вбивцю?

## Одержимий
Студентка Габріель знайдена мертвою. Алекс і Рекс підозрюють її хлопця Пауля, але потім дізнаються кілька цікавих фактів про їх квартирну господиню Тіну. Поступово виявляється, що у цього вбивства був набагато вагоміший мотив.

## Дівчинка і вбивця
Фреда виписують з психіатричної лікарні, але його батько дуже не радий поверненню сина додому. Розсердившись, Фред в стані афекту вбиває обох батьків. Коли він намагається позбутися від тіл, його зауважує Дженніфер. Через деякий час дівчинка зникає ...

## Смерть приходила двічі
Бездомний чоловік, порпаючись у смітті, знаходить тіло. На грудях убитого чоловіка - численні рани. Незабаром з'ясовується, що вбитий - відомий манекенник Марк Райнгард. Розтин показує, що він помер від передозування. Тоді звідки на його тілі рани? Може, хтось намагався вбити його двічі?

## Сяйво помсти
Відома австрійська поп-співачка Мішу знайдена згорілою живцем у своєму автомобілі. Приступивши до розслідування, Алекс і Рекс з'ясовують, що у неї було чимало ворогів. Головними ж підозрюваними стають Даніель і Патрік - але хто з них є вбивцею? Чи, може, її убив хтось інший?